# Домбровський Максим Ігорович
Максим Ігорович Домбровський (нар. 20 квітня 2002) — український важкоатлет, Майстер спорту України, чемпіон світу серед юніорів.

## Результати
| Рік                            | Місце                      | Вага            | Ривок           | Ривок           | Ривок           | Ривок           | Поштовх         | Поштовх         | Поштовх         | Поштовх         | Загалом         | Місце           |
| Рік                            | Місце                      | Вага            | 1               | 2               | 3               | Місце           | 1               | 2               | 3               | Місце           | Загалом         | Місце           |
| Чемпіонат світу                | Чемпіонат світу            | Чемпіонат світу | Чемпіонат світу | Чемпіонат світу | Чемпіонат світу | Чемпіонат світу | Чемпіонат світу | Чемпіонат світу | Чемпіонат світу | Чемпіонат світу | Чемпіонат світу | Чемпіонат світу |
| ------------------------------ | -------------------------- | --------------- | --------------- | --------------- | --------------- | --------------- | --------------- | --------------- | --------------- | --------------- | --------------- | --------------- |
| 2024                           | Манама, Бахрейн            | до 96 кг        | 155             | 159             | 162             | 14              | 190             | 195             | —               | 20              | 352             | 17              |
| 2023                           | Ер-Ріяд, Саудівська Аравія | до 89 кг        | 153             | 156             | 158             | 18              | 189             | 193             | 195             | 21              | 345             | 19              |
| Чемпіонат Європи               |                            |                 |                 |                 |                 |                 |                 |                 |                 |                 |                 |                 |
| 2023                           | Єреван, Вірменія           | до 89 кг        | 145             | 150             | —               | 9               | —               | —               | —               | —               | —               | —               |
| 2022                           | Тирана, Албанія            | до 96 кг        | 157             | 162             | 165             | 6               | 195             | 200             | 207             | 2               | 369             | 4               |
| Чемпіонат Європи серед молоді  |                            |                 |                 |                 |                 |                 |                 |                 |                 |                 |                 |                 |
| 2024                           | Рашин, Польща              | до 89 кг        | 151             | 155             | 156             | 2               | 186             | 192             | 195             | 2               | 348             | 2               |
| Чемпіонат світу серед юніорів  |                            |                 |                 |                 |                 |                 |                 |                 |                 |                 |                 |                 |
| 2022                           | Іракліон, Греція           | до 89 кг        | 155             | 160             | 160             | 2               | 190             | —               | —               | 1               | 345             | 1               |
| 2021                           | Ташкент, Узбекистан        | до 96 кг        | 149             | 149             | 154             | 6               | 187             | 187             | 194             | 4               | 336             | 6               |
| Чемпіонат Європи серед юніорів |                            |                 |                 |                 |                 |                 |                 |                 |                 |                 |                 |                 |
| 2021                           | Рованіемі, Фінляндія       | до 96 кг        | 150             | 160             | 161             | 3               | 185             | 191             | 196             | 3               | 352             | 4               |
| 2019                           | Бухарест, Румунія          | до 89 кг        | 133             | 137             | 141             | 9               | 167             | 174             | 181             | 8               | 311             | 7               |
| Чемпіонат Європи серед юнаків  |                            |                 |                 |                 |                 |                 |                 |                 |                 |                 |                 |                 |
| 2019                           | Ейлат, Ізраїль             | до 89 кг        | 140             | 144             | 147             | 4               | 172             | 174             | 180             | 3               | 327             | 4               |